# Mar Esquembre
Mar Esquembre Cerdá (Monóvar, Alicante, 10 de noviembre de 1969) es una jurista española, especialista en derecho constitucional y teoría feminista, cofundadora y presidenta de la Red Feminista de Derecho Constitucional. Es también directora del Seminario Universitario sobre los Derechos de las Mujeres del Área de Derecho Constitucional de la Universidad de Alicante. Ha publicado numerosos trabajos sobre perspectiva de género en los derechos de ciudadanía, en Teoría de la Constitución y en Teoría del Estado.

## Trayectoria profesional
Se licenció en Derecho en la Universidad de Alicante en 1994 y se doctoró en "Transformaciones políticas y cambio constitucional" en 1998.
Es profesora titular de Derecho Constitucional de la Universidad de Alicante en el Departamento de Estudios Jurídicos de Estado y presidenta de la Red Feminista de Derecho Constitucional una asociación creada en 2004 que denuncia la falta de perspectiva de género en la formación del ámbito del derecho en la universidad y la exclusión de las mujeres en las ciencias sociales y jurídicas y como consecuencia de ello en el Derecho Constitucional. Esquembre fue también subdirectora del Centro de Estudios sobre la Mujer de la Universidad de Alicante (CEM) hasta 2014.
En la actualidad es Directora del Seminario Universitario sobre los Derechos de las Mujeres del Área de Derecho Constitucional de la Universidad de Alicante.
En su trabajo destaca las propuestas para las reformas en la metodología de investigación y enseñanza del Derecho Constitucional con la incorporación de las teorías feministas y ha participado, entre otros, en diversos informes jurídicos sobre normativa y políticas de igualdad y su aplicación en las reformas autonómicas.
Forma parte del grupo de filósofas, constitucionalistas, académicas y personalidades del movimiento feminista que en 2015 lanzaron la campaña contra la gestación subrogada #NoSomosVasijas para abrir un debate desde la perspectiva de los derechos humanos sobre esta práctica entre los que se encuentra Amelia Valcárcel, Victoria Camps, Alicia Miyares o Ana de Miguel.
Colabora semanalmente con artículos de opinión sobre derecho e igualdad en el diario Información y de manera esporádica en otros medios medios de comunicación.

## Incidente en el Congreso de Diputados
El 13 de octubre de 2013 denunció que había sido víctima de un severo cacheo cuando invitada por el Grupo Socialista del Congreso de Diputados para asistir desde la tribuna de invitados a una sesión plenaria, fue llevada a un cuarto anexo y una vez dentro se le comunicó que debía someterse a un cacheo integral. “Me dejaron solo con el sujetador y con el pantalón bajado hasta los tobillos. Me sentí profundamente humillada, con mis derechos a la integridad moral y a la intimidad pisoteados”. El incidente ocurrió siete días después de que tres activistas de FEMEN reealizaron una protesta en el hemiciclo. El Grupo Socialista realizó una queja por el trato "impropio" que había recibido su invitada.  El comisario de la Cámara Baja negó que se hubiera cacheado de forma vejatoria a la profesora. A raíz del inicidente la Mesa del Congreso acordó pedir a la Policía de la Cámara que investigara previamente los nombres de los invitados y que extremara precauciones en caso de antecedentes por protestas. La jurista lamentó que algunos medios se habían quedado con la información morbosa señalando que realizó su denuncia como una vulneración de un derecho fundamental enmarcable en el clima restrictivo de derechos y libertades que vivivos cada vez más.

## Premios y reconocimientos
- 2010 Premio Angelita Rodríguez PSPV.[11]
- 2015 Premio Federación de Mujeres Progresistas de Valencia.[12]
- 2017 Premio Xarxa de Dones de la Marina Alta 8 de marzo.[13]
- Comadre de Oro 2017 otorgado por la Tertulia Feminista Les Comadres por «su compromiso y aportaciones en la materia en la que es experta, siempre desde la perspectiva de género, llevando al Derecho Constitucional la incorporación de las teorías feministas»[14]

## Publicaciones
Algunos de sus trabajos destacados son:
- Las mujeres ante el cambio constitucional. Algunos apuntes desde una perspectiva feminista para una “reforma constituyente” de la Constitución Española (enlace roto disponible en Internet Archive; véase el historial, la primera versión y la última).. (2016)  ATLÁNTICAS – Revista Internacional de Estudios Feministas, 2016, 1, 1, 184-212 ISSN: 2530-2736||
- Medios y violencia simbólica contra las mujeres (2016) con Emelina Galarza y Rosa Cobo en Revista Latina de comunicación social, 1138-5820, Nº. Extra 71, 8, 2016 (Ejemplar dedicado a: EXTRA: VIOLENCIA DE GÉNERO Y COMUNICACIÓN), 978-84-16458-48-6, págs. 818-832
- Feminismo y constitucionalismo crítico en Constitucionalismo crítico: Liber amicorum Carlos de Cabo Martín (2015) coord. por Miguel Ángel García Herrera, José Asensi Sabater, Francisco Balaguer Callejón, ISBN 978-84-9086-550-7, págs. 369-379
- La perspectiva de género como innovación docente en la asignatura "Justicia constitucional e interpretación constitucional" (2015) con María Concepción Torres Díaz, Nilda Garay Montañez, y María Nieves Montesinos Sánchez.  ISBN 978-84-606-8636-1, págs. 741-754
- Derecho constitucional y género. Una propuesta epistémica metodológica (2014)  en VV.AA., Igualdad y democracia: el género como categoría de análisis jurídico. Estudios en homenaje a la profesora Julia Sevilla Merino. Valencia: Cortes Valencianas, 229-239.
- Ciudadanía y género. Una reconstrucción de la tríada de derechos fundamentales (2010) en Monereo Atienza, Cristina y Monereo López, J. Luis (edit.), Género y derechos fundamentales, Granada: Comares.